# Aloe dolomitica
Aloe dolomitica é uma espécie de liliopsida do gênero Aloe, pertencente à família Asphodelaceae.